# スレドニ・ストグ文化
スレドニ・ストグ文化（スレドニ・ストグぶんか、ロシア語: Среднестоговская культура、英語: Sredny Stog culture）は紀元前4500年ごろから紀元前3500年ごろにかけて、ウクライナと南ロシア、ドニプロ川中流域からドン川下流域までの一帯のうち、それぞれの川岸のあたりを中心として存在した銅器時代文化。

## 概要
これまでおよそ100か所の遺跡が発掘されている。居住地はどれも小村であり、住居は小さく、半地下式ないし地上式。家畜動物として牛、羊、ヤギ、豚、犬を飼い、そのほかにアカシカ、ノロジカ、イノシシ、ヘラジカ、カワウソ、オオカミ、キツネ、ビーバー、オナガー（野ロバ）を狩っていた。漁労も盛んにおこなっていた。馬の骨が馬具と思われる道具と共に大量に発見されていることから、この文化は人類による馬の家畜化の起源ではないかと注目されている。
外殻を強化加工した尖底土器、石英のナイフ、鹿の角を加工したつるはしや槌や戦斧、砥石、石臼などが見つかっている。細々ながら農業も営んでおり、エマー小麦、大麦、キビ、エンドウマメなどを栽培していた。土葬を行い、墓地は小規模の集団墓地。同じ墓穴に複数の遺体が埋葬されているものもある。遺体は膝を立てた状態で仰向けに寝かされ、黄土が掛けられている。副葬品も見つかることがある。ユーリ・ラサマキン（Yuri Rassamakin）は、この文化においては各地方の文化的相違があまりに大きいことを指摘し、スレドニ・ストグ文化を少なくとも4つの地方の文化の総称とすべきであると提案している。
スレドニ・ストグ文化は同時代の西方のトリポリエ文化と接触があったことがわかっている。さらに、遺物、経済、葬法から判断して、スレドニ・ストグ文化は東方のクヴァリンスク文化と密接なかかわりがあったと考えられ、このスレドニ・ストグ文化とクヴァリンスク文化はヤムナ文化の形成に重要な役割を果たしたものと推測される。インド・ヨーロッパ語族の起源についての仮説であるクルガン仮説に基づけば、スレドニ・ストグ文化の拡大過程は、インド・ヨーロッパ語族の話し手の人々によるヨーロッパ南東部への最も初期の移住の波のひとつを示しているものと捉えられる。